# Puig de Cal Sumoi
El Puig de Cal Sumoi és una muntanya de 552 metres que es troba al municipi del Montmell, a la comarca catalana del Baix Penedès.